# Plaque de Manus
Pour les articles homonymes, voir Manus (homonymie).
La plaque de Manus est une microplaque tectonique de la lithosphère de la planète Terre. Sa superficie est de 0,0002 stéradians. Il s'agit de la plus petite plaque tectonique connue à ce jour. Elle est généralement associée à la plaque pacifique.
Elle se situe dans l'Ouest de l'océan Pacifique. Elle couvre une toute petite partie de la mer de Bismarck au Sud-Est de l'île de Manus d'où elle tire son nom.
La plaque de Manus est en contact avec les plaques de Bismarck Nord et de Bismarck Sud.
Le déplacement de la plaque de Manus se fait à une vitesse de rotation de 51,30° par million d'années selon un pôle eulérien situé à 03°04' de latitude Sud et 150°46' de longitude Est (référentiel : plaque pacifique).

## Sources
- (en) Peter Bird, An updated digital model of plate boundaries, vol. 4, Geochemistry Geophysics Geosystems, 14 mars 2003 (DOI 10.1029/2001GC000252, Bibcode 2003GGG.....4.1027B, lire en ligne)